# For Once in My Life (musikalbum)
For Once in My Life är ett musikalbum av Stevie Wonder utgett på skivbolaget Motown i december 1968. Albumet innehåller Wonders två stora hitlåtar från 1968, titelspåret och "Shoo-Be-Doo-Be-Doo-Da-Day", och även den mindre hiten "You Met Your Match".

## Låtlista
1. "For Once in My Life" (Miller/Murden) - 2:48
2. "Shoo-Be-Doo-Be-Doo-Da-Day" (Cosby/Moy/Wonder) - 2:45
3. "You Met Your Match" (Hardaway/Hunter/Wonder) - 2:37
4. "I Wanna Make Her Love Me" (Cosby/Hardaway/Moy/Wonder) - 2:52
5. "I'm More Than Happy (I'm Satisfied)" (Cosby/Grant/Moy/Wonder) - 2:56
6. "I Don't Know Why" (Hardaway/Hunter/Riser/Wonder) - 2:46
7. "Sunny" (Hebb) - 4:00
8. "I'd Be a Fool Right Now" (Cosby/Moy/Wonder) - 2:54
9. "Ain't No Lovin' " (Hardaway/Hunter/Riser/Wonder) - 2:36
10. "God Bless the Child" (Herzog/Holiday) - 3:27
11. "Do I Love Her" (Wonder) - 2:58
12. "The House on the Hill" (Brown/Gordy/Story) - 2:36